# Aliabad-e Robat
Aliabad-e Robat (pers. علي ابادرباط) – wieś w Iranie, w ostanie Kerman. W 2006 roku miejscowość liczyła 24 mieszkańców w 4 rodzinach.